# سورن هاسمیکیان
سورن هاسمیکیان (سورن هاکوبیان) (ارمنی: Սուրեն Հասմիկյան (Սուրեն Հակոբյան)؛ زادهٔ ۱۹ مارس ۱۹۳۵) فیلم‌نامه‌نویس اهل ارمنستان است.

## زندگی‌نامه
وی در ۱۹ مارس ۱۹۳۵ در ایروان به دنیا آمد و از دانشگاه دولتی ایروان فارغ‌التحصیل گشت. وی نوه هاسمیک از نخستین هنرپیشگان سینمای ارمنستان می‌باشد. وی برنده جوایزی همچون چهره هنری شایسته جمهوری ارمنستان، مدال طلای وزارت فرهنگ جمهوری ارمنستان (۲۰۱۵)، مدال موسس خورناتسی (۲۰۰۵)، جایزه آرتاوازد و چهره هنری شایسته ارمنستان شوروی است.